# Siège de Lille (1914)
Pour les articles homonymes, voir Siège de Lille.
Première Guerre mondiale
Le siège de Lille s’est déroulé les 11 et 12 octobre 1914 après une période de confusion, alternant ordres et contre-ordres du commandement français. 
La prise de la ville par l’armée allemande a succédé à un intense bombardement d’artillerie qui a détruit une partie des quartiers du centre.
Pour les autorités militaires françaises, cette capitulation est apparue comme un épisode relativement secondaire de la course à la mer, mouvements des armées ayant suivi la bataille de la Marne avant la stabilisation du front pour plusieurs années.

## Prologue
En 1914, Lille est une place forte entourée de remparts bastionnés comprenant la Reine des Citadelles, au centre d’une ceinture de treize forts dont l’utilité, contestée depuis les années 1880, apparaît illusoire aux autorités politiques et même militaires en raison des progrès de l’artillerie. Aussi, un décret du  1er août 1914, veille de la mobilisation générale, supprime le poste de Commandant de la place et déclare Lille ville ouverte.
Par ailleurs, le plan de mobilisation adopté en prévision de la guerre concentre les armées à l’est de la Sambre, laissant une ligne ouverte sur la frontière de Maubeuge jusqu’au camp retranché de Dunkerque chargé d’assurer la défense côtière.
La place de Lille laissée désarmée au cours des premières semaines de la guerre est hâtivement renforcée du 21 au 23 août mais le Ministre de la guerre, Adolphe Messimy, confirme le 24 août la déclaration de ville ouverte. Troupes et services de l'État quittent la ville dans la confusion. La place est ensuite laissée à l’abandon au cours des combats décisifs qui se déroulent loin au sud.
Après la bataille de la Marne terminée le 16 septembre, le front se déplace vers le nord et s’établit du 19 au 21 septembre sur une ligne Douai-Lille.

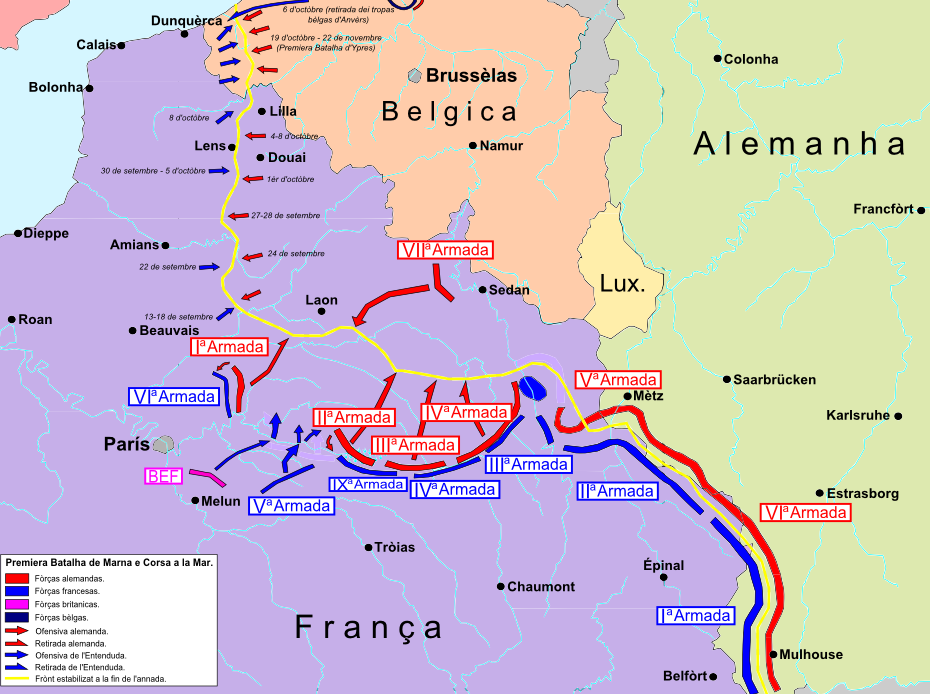
De la bataille de la Marne à la course à la mer

Cette période de fin septembre et début octobre est celle de la course à la mer au cours de laquelle les armées alliées ont besoin de renforts pour repousser les forces des empires centraux vers le nord.
Un émissaire allemand, le Prince Wèdre, envoyé à Lille le 3 octobre, obtient confirmation que la ville ouverte ne sera pas défendue.
Les combats victorieux de l’armée française du 1er au 5 octobre permettent à Lille d’échapper de justesse à l’occupation allemande. La défense de la ville est renforcée le 4 octobre par l’arrivée de la 13e division d'infanterie et celle du lieutenant-colonel de Pardieu envoyé pour prendre le commandement de la place.
Après le 5 octobre la ville connaît quatre jours de répit pendant lesquels le général de Maud'huy rappelle la 13e division pour contenir la pression de l’armée allemande, ne laissant à Lille que des territoriaux, les hommes mobilisables, au nombre de 60 000 à 80 000, ayant par ailleurs reçu l’ordre de quitter la ville.

## Déroulement du siège
À partir du 6 octobre, la ville est encerclée au sud par 50 000 hommes bien armés et disposant d'une bonne artillerie.
Le 9 octobre, le général de Maud'huy, jugeant la situation désespérée, demande au commandant de Pardieu de quitter la place.
Le général Foch décide le soir du même jour de défendre Lille et de faire revenir le commandant de Pardieu, qui rentre dans la ville le 10 octobre dans l’après-midi après en être sorti la veille. Ce retour s’effectue dans une grande confusion. La ville ne dispose que de 4 000 hommes, de trois canons, d'une mitrailleuse et de très peu de munitions, les réserves ayant été emportées par les troupes précédemment évacuées.
Les troupes disponibles sont réparties par le commandant sur les remparts de la ville, aux portes et trouées ferroviaires. Les trois canons sont déplacés de porte en porte. Un premier obus est tiré par l'armée assiégeante le 10 octobre au soir.

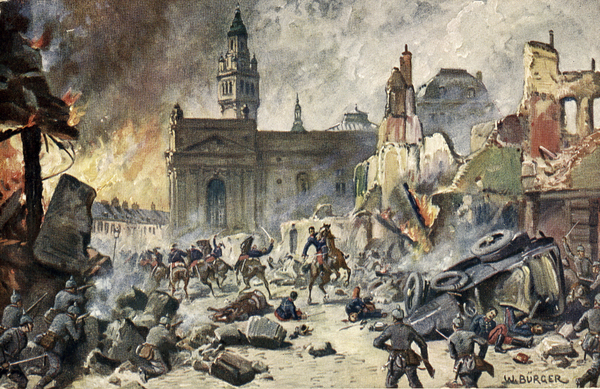
La conquête de Lille par l'armée allemande.

Le 11 octobre, le général Von Olenhusen fait une sommation au commandant de la place de se présenter à Pont-à-Marcq avec le maire, Charles Delesalle. En l’absence de réponse et ignorant les capacités de défense de la ville, il décide, plutôt que de lancer immédiatement l’assaut, de la bombarder au sud-est dans la nuit du 11 au 12. 4 800 obus détruisent le quartier de la gare et allument un incendie.
Le 12 au matin, un corps de cavalerie lance une offensive décidée par le général Foch pour secourir Lille dans la soirée.
Le général Von Olenhusen  envoie un émissaire les yeux bandés par la porte de Douai pour demander la reddition au commandant de la place.
Le Commandant de Pardieu refuse et le parlementaire est reconduit. Sa traversée lui permet de constater la faiblesse des défenses notamment la fragilité de celles de la porte de Douai. Ces informations seront mises à profit par l’armée assaillante.
Des attaques lancées le matin sur les portes du sud de la ville sont repoussées par les défenseurs.
Un avion français atterrit sur l’esplanade  à midi afin de féliciter le commandant pour sa résistance, prendre des nouvelles et annoncer l'approche d'une colonne de secours. À son arrivée, le pilote est terrassé par une crise d’appendicite et les pigeons voyageurs envoyés par défaut ne parviennent pas à destination. L’absence de retour de l’avion et des pigeons laisse supposer à la colonne française envoyée au secours, la prise de la place par les Allemands.

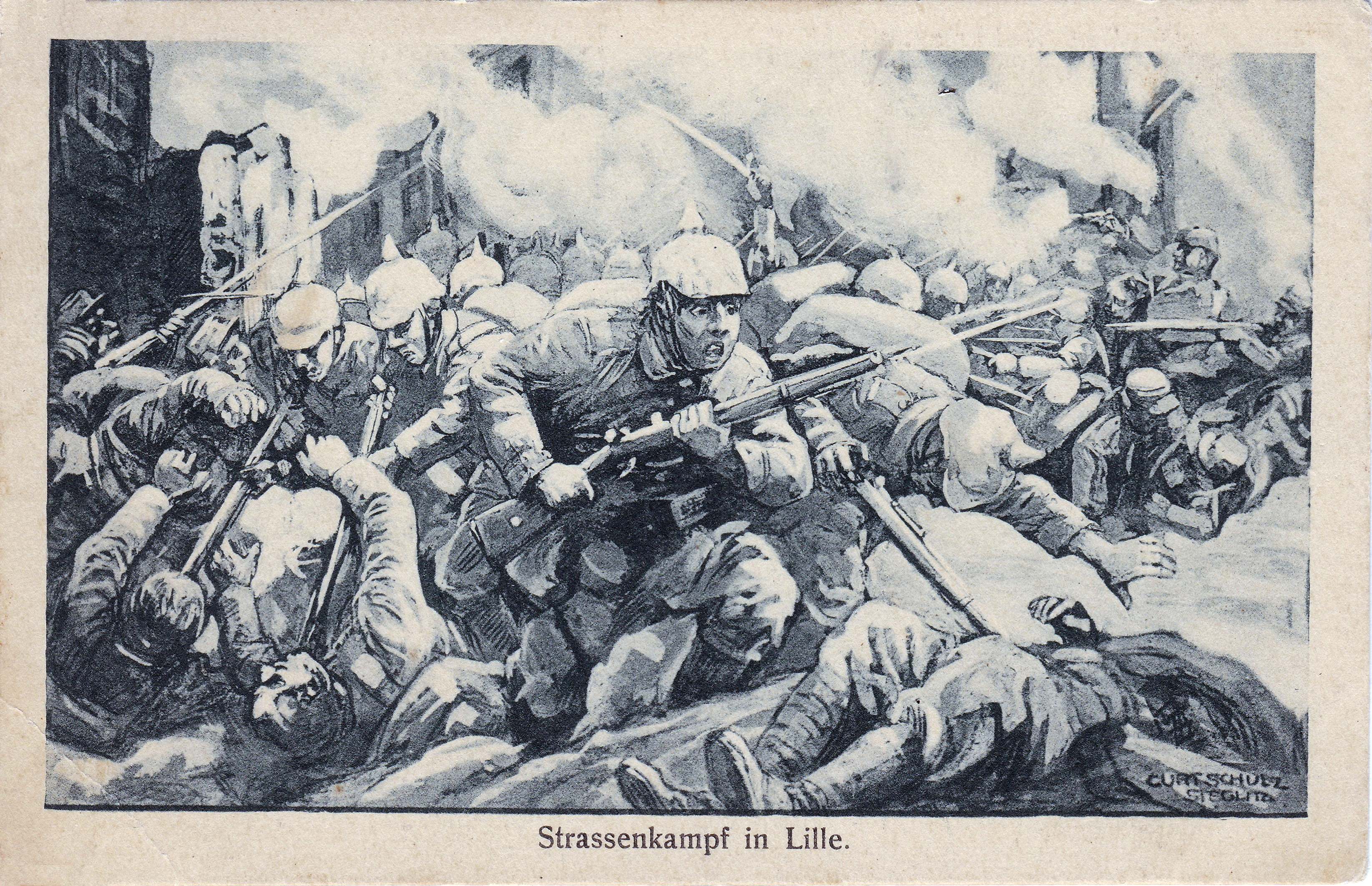
Combat de rue dans Lille de Curt Schulz-Steglitz, 1914

Vers 15 h 30, l’armée allemande concentre  ses tirs d’artillerie sur la porte de Douai. La ville est investie par cette porte après une résistance désespérée qui se poursuit sur d’autres points des remparts jusque dans la nuit en l’absence de communication.
La situation étant devenue sans espoir le commandant fait hisser le drapeau blanc sur la tour de la Treille.
Le 13 octobre, le prince Rupprecht de Bavière réunit la garnison désarmée de 2 800 hommes et s’adresse en ces termes au commandant de Pardieu : « Monsieur le Colonel, je suis heureux de vous rendre votre épée, gage de votre vaillance, en témoignage de l’héroïsme dont vos troupes ont fait preuve. »

## Bilan et conséquences
Environ cent civils et cent militaires ont été tués au cours du siège.
Les incendies déclenchés par les bombardements de la nuit du 9 au 10 octobre ont duré jusqu’au 13 ou 14 octobre et ont détruit 900 maisons dans le quartier de la gare : la plus grande partie de la rue du Molinel, de la rue Faidherbe, le côté sud de la place de la gare et une partie de la rue de Paris, de  la rue de Tournai, de la rue de Béthune, de la rue des Augustins
. Ces immeubles ont été reconstruits entre les deux-guerres dans le style néo-flamand.
Lille a été occupée quatre ans jusqu’au 17 octobre 1918, dans des conditions alimentaires et sanitaires très éprouvantes. Les habitants ont subi de nombreuses exactions : prélèvements de l’outillage des usines, confiscation d’objets usuels, jusqu’à la laine des matelas y compris ceux des hôpitaux en 1918. Pendant la plus grande partie de cette période, le front est resté à quelques kilomètres de la ville qui fut ainsi une base arrière pour les troupes allemandes.

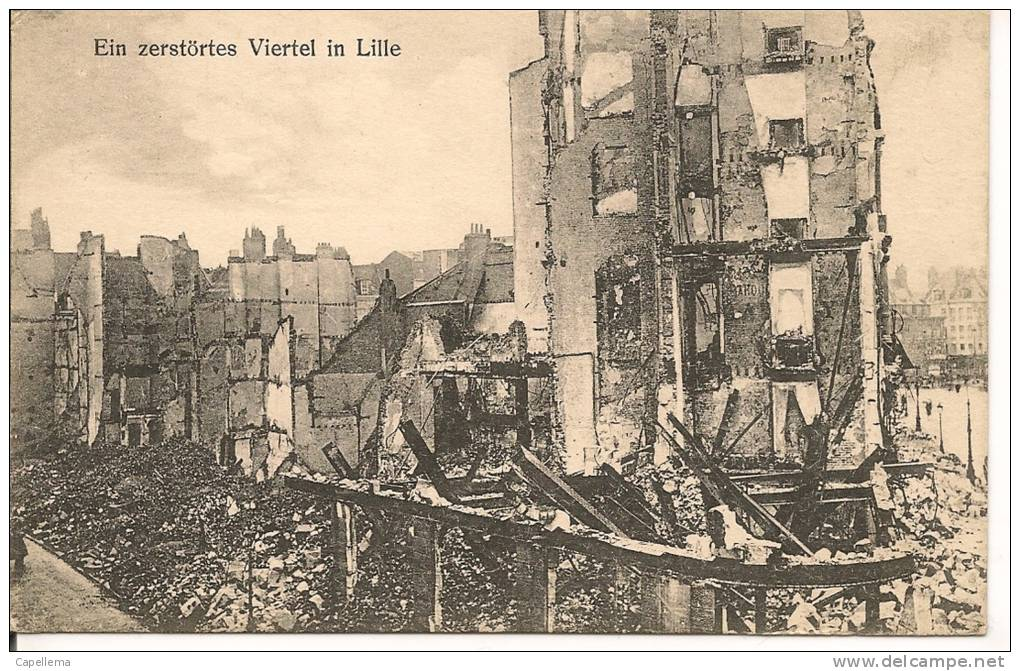
Quartier détruit après le siège
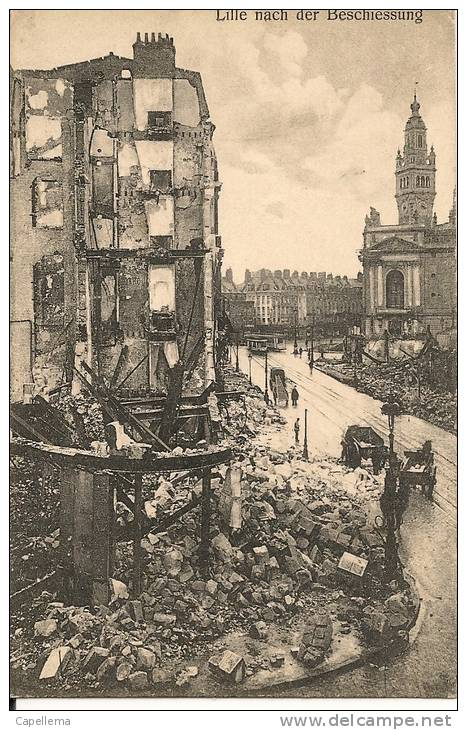
Rue Faidherbe dévastée
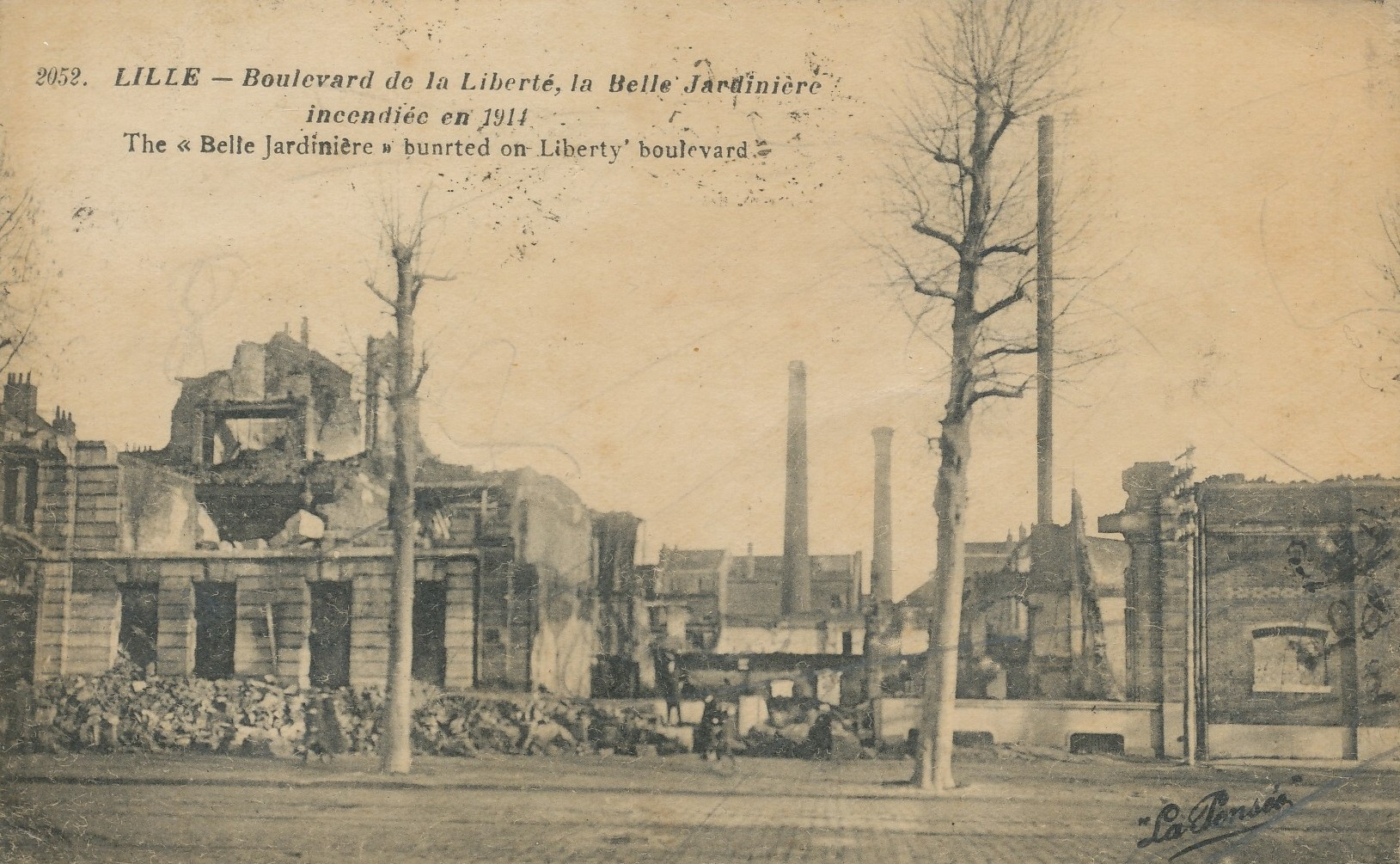
Boulevard de la Liberte - La Belle Jardiniere incendiée en 1914
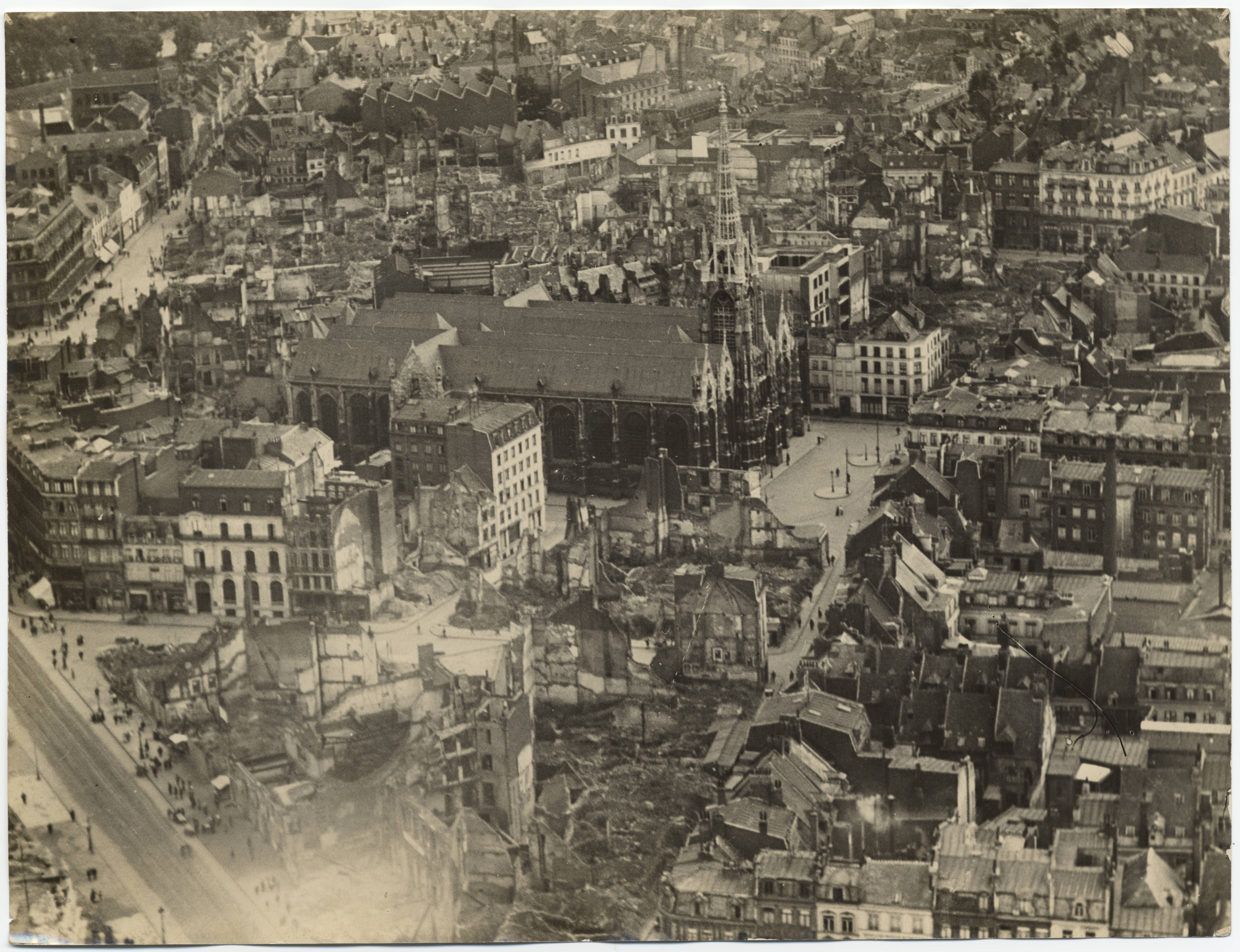
vue générale :rue de Paris au premier plan

## La capitulation de Lille dans les communiqués de guerre
La capitulation de la principale ville et centre industriel le plus important  de la région, qui ne peut être passée sous silence, est présentée dans les communiqués officiels français reproduits par  les journaux comme un épisode secondaire parmi les avancées continues des armées alliées au cours de la course à la mer.
14 octobre
Comme l’ensemble des journaux, Le Petit parisien reproduit le communiqué qui mentionne la capitulation de Lille parmi des annonces d’offensives et de progrès : « Nous faisons des progrès sensibles sur divers points du front ; à l’aile gauche, nos forces ont repris l’offensive des régions d’Hazebrouck et de Béthune contre des éléments ennemis composés en majeure partie d’éléments de cavalerie venant du front Bailleul-Estaires-La Bassée.

Lille a été attaquée et occupée par un corps d’armée allemand ; la ville était tenue par un détachement territorial. Entre Arras et Albert nous avons fait des progrès marqués. Au centre nous avons également progressé dans la région de Berry-au-Bac […]
En résumé, la journée d’hier a été marquée par un progrès sensible de nos forces sur divers points du champ de bataille. »
L'occupation de Lille est mentionnée dans l'éditorial sous le titre « Avance générale » : « Avance générale. La journée d’hier a été marqué par des progrès sensibles sur divers points du champ de bataille. […]
On a vu à l’aile gauche un double mouvement : le refoulement de la cavalerie ennemie dont la présence menaçait cette aile depuis 4 jours ensuite une avance marquée entre Arras et Albert.
La cavalerie n’était pas seule. Un corps d’armée la suivait de près, lequel a pu s’emparer de Lille défendue par de simples détachements territoriaux. L’occupation momentanée de cette ville est certes regrettable. Mais dès maintenant, le mouvement des troupes françaises constitue pour elle une grave menace. Il est permis d’espérer qu’elle ne se prolongera pas longtemps . »
Contrairement aux communiqués sur les destructions d’autres villes de Belgique, de Picardie et de Champagne, suivis de reportages, le bombardement de Lille par l’artillerie allemande, qui a détruit une partie des quartiers du centre, est passé sous silence. La ville étant située en zone envahie, des reportages sont certes impossibles, mais les autorités en ont connaissance.
Les numéros des 17 et 21 octobre mentionnent des avancées vers Lille alors qu'en réalité à travers attaques et contre-attaques, parmi lesquelles la bataille de Prémesques du 20 octobre, la ligne de front s'est à peu près stabilisée à une quinzaine de kilomètres à l'ouest de Lille.
17 octobre
Le Petit Parisien titre : « nous progressons vers Lille » et reproduit le communiqué :
« Sur certains points nous avons gagné du terrain et occupé Laventie à l’est d’Estaires dans la direction de Lille. »
21 octobre
Le Petit parisien titre : « nous approchons de Lille » et reproduit le communiqué : « À notre aile gauche entre la Lys et le canal de la Bassée nous avons progressé dans la direction de Lille. »